# Névrose traumatique
Ne doit pas être confondu avec Trouble de stress post-traumatique.
La névrose traumatique (traumatische Neurose) est un type de névrose, où les troubles psychopathologiques surviennent à la suite d'un choc émotionnel profond. Sigmund Freud va construire sa théorie des névroses sur ce modèle de la névrose traumatique, dont le terme, introduit par Hermann Oppenheim, est toutefois antérieur à la psychanalyse.

## Définition
Selon Jean Laplanche et Jean-Bertrand Pontalis, la névrose traumatique est « un type de névrose où l'apparition des symptômes est consécutive à un choc émotionnel généralement lié à une situation où le sujet a senti sa vie menacée ». Dans le Dictionnaire international de la psychanalyse, Françoise Brette considère également que « la notion de névrose traumatique désigne un état psychologique caractérisé par différents troubles survenus, dans un délai plus ou moins long, à la suite d'un choc émotionnel intense ».
Le terme de « névrose traumatique », « antérieur à la psychanalyse », a été introduit dans la nomenclature psychiatrique en 1889 par Hermann Oppenheim. Il est toujours utilisé en psychiatrie, mais « d'une façon variable qui tient aux ambiguïtés de la notion de traumatisme et à la diversité des options théoriques que ces ambiguïtés autorisent ». C'est sur le modèle de la névrose traumatique que Sigmund Freud « va construire sa théorie des névroses ».
Le concept de « traumatisme » est central dans l'histoire de la théorie psychanalytique. Selon Thierry Bokanowski, il traverse l'œuvre de Sigmund Freud de bout en bout, depuis L'Esquisse en 1895 jusqu'à L'homme Moïse en 1939. Il se trouve remanié de manière importante sur le plan métapsychologique du fait des propositions de Sándor Ferenczi (1928-1933) dans les dernières années de celui-ci.

## Histoire

### De Charcot à Freud
Dans les leçons 18 à 22 des Leçons sur les maladies du système nerveux (1885-1887), portant sur sept cas d'hystérie masculine, Jean-Martin Charcot déclare que les symptômes hystériques sont dus à un « choc » traumatique provoquant une dissociation de la conscience. De ce fait, le souvenir reste inconscient. Il pose ainsi les bases de la théorie « traumatico-dissociative » des névroses qui sera développée par Pierre Janet, Josef Breuer et Sigmund Freud. Ces derniers, entre 1888 et 1889, entreprennent de « retrouver », sous hypnose, les souvenirs traumatiques de leurs patients.
Selon le psychiatre et psychanalyste Dominique Vallet, « c’est avec la naissance de la psychanalyse que la notion de traumatisme a pris toute son importance ». À propos des « manifestations cliniques de l’hystérie », Freud pose « l’hypothèse de l’inconscient à partir d’une conception traumatique de la sexualité, à la base du conflit et de la construction de la vie psychique ». 
L'événement primaire était rappelé à l'adolescence par un autre événement « d'apparence banale ». C'est la disproportion de la réaction pour ce dernier, et les symptômes s'y rattachant, qui laissaient entendre une origine plus ancienne, infantile. (cf. Le cas Dora, dans les Cinq Psychanalyses). Par la suite, Freud dépasse cette théorie (sa neurotica) et accorde un pouvoir traumatogène au fantasme ou plus précisément aux dérivés de l'inconscient.
La question du traumatisme refait surface avec le texte Au-delà du principe de plaisir (1920) où Freud la reprend à partir de la névrose traumatique, des névroses de guerre et de la compulsion de répétition. C'est l'avènement de la seconde topique. Le traumatisme est vu comme faisant effraction et débordant la capacité de liaison de l'appareil psychique, qui forme un symptôme sous l'emprise de la répétition. Cette dernière est alors, à la fois, comme une résistance au progrès, au traitement (le patient semble répéter inlassablement ses souvenirs et vécus traumatiques) et comme une tentative de l'appareil psychique de reprendre une maîtrise ou de créer une liaison.

#### Textes de référence
- Sigmund Freud, Joseph Breuer : Études sur l'hystérie. Traduit de l'allemand par Anne Berman. Paris : Presses Universitaires de France. 1956.
- Sigmund Freud, « Psychopathologie de l'hystérie », « Cas Emma », dans « L'Esquisse » (1895), dans La naissance de la psychanalyse, Paris, PUF, 1956, 5e éd. 1985, p. 364-367, et dans Lettres à Wilhelm Fliess 1887-1904, Édition complète établie par Jeffrey Moussaieff Masson. Édition allemande revue et augmentée par Michael Schröter, transcription de Gerhard Fichtner. Traduit de l'allemand par Françoise Kahn et François Robert PUF, 2006,  (ISBN 2130549950).
- Karl Abraham,
  - « Signification des traumatismes sexuels juvéniles pour la symptomatologie de la démence précoce » (1907a), Œuvres complètes I : 1907-1914, traduction française de I. Barande avec la collaboration de E. Grin, Paris, Payot, 2000, p. 21-28
  - « Les différences psychosexuelles entre l'hystérie et la démence précoce » (1908), Œuvres complètes I : 1907-1914, Paris, Payot, 2000.
- Sandor Ferenczi,
  - Le Traumatisme, Paris, Payot, coll. « Petite Bibliothèque Payot »,
  - Confusion de langue entre les adultes et l'enfant suivi de Le rêve du nourrisson savant et d'extraits du journal clinique, Paris, Payot, coll. « Petite Bibliothèque Payot », 2004  (ISBN 2228899186), 2006  (ISBN 2228900699)
- Otto Rank, Le Traumatisme de la naissance. Influence de la vie prénatale sur l'évolution de la vie psychique individuelle et collective (1924), trad. de l'allemand par S. Jankélévitch, postface du Dr Claude Girard, Paris, Payot, coll. « Petite Bibliothèque Payot », 2002,  (ISBN 2-228-89551-2)

#### Études
: document utilisé comme source pour la rédaction de cet article.
(Dans l'ordre alphabétique des noms d'auteurs :)
- Thierry Bokanowski, « Traumatisme, traumatique, trauma », Revue française de psychanalyse, 2002/3 (Vol. 66), p. 745-757. DOI : 10.3917/rfp.663.0745. [lire en ligne [archive]
- Françoise Brette, Sylvie Dreyfus, Thierry Bokanowski, Claude Janin, Robert Asséo, Joyce McDougall, Janine Altounian : Le traumatisme psychique : Organisation et désorganisation, PUF, Monographie de la Revue française de psychanalyse, 2005,  (ISBN 2-13-055164-5)
- Collectif : Victimes… et après, in Le Coq Héron, no 195, Erès, 2009,  (ISBN 2-7492-1000-3)
- Collectif : Résilience et rémanence des traumatismes, in Le Coq-Héron, no 181, Erès, 2005,  (ISBN 2-7492-0407-0)
- Judith Dupont, « La Notion de trauma selon Ferenczi et ses effets sur la recherche psychanalytique ultérieure », Filigrane, 2008
- Jean Laplanche et Jean-Bertrand Pontalis, Vocabulaire de la psychanalyse, Paris, PUF, coll. « Bibliothèque de la psychanalyse », 1984 (1re éd. 1967), 523 p. (ISBN 2-13-038621-0). 
  - « Névrose traumatique », p. 286-289 
  - « Trauma ou Traumatisme (psychique) », p. 499-503
- Dans Alain de Mijolla (dir.), Dictionnaire international de la psychanalyse : concepts, notions, biographies, œuvres, événements, institutions, Paris, Hachette Littératures, 2005 (ISBN 978-2-01-279145-9, BNF 40053360) : 
  - Alain de Mijolla, « Charcot, Jean Martin », 2005, p. 312-314.
  - Françoise Brette,
    - « traumatisme », 2005, p. 1858-1860
    - « névrose traumatique », 2005, p. 1857-1858. 
    - « traumatisme réel », 2005, p. 1861.
    - « traumatisme sexuel », 2005, p. 1862
    - Didier Houzel, « Traumatisme de la naissance (Le -) », 2005, p. 1860-1861.
    - Jean Laplanche, « après-coup », 2005, p. 128-129.
    - Odile Lesourne, « après-coup et traumatisme », 2005, p. 129-131.
    - Jacqueline Schaeffer, « hystérie », 2005, p. 804-805.
    - Claude Barrois, « effroi », 2005, p. 519.
- Gilles Tréhel, « Karl Abraham (1877-1925) : premiers échanges avec Sigmund Freud (1856-1939) à propos de la sexualité », Cliniques méditerranéennes, n° 78(2), 2008, p. 281-299, [lire en ligne].
- Dominique Vallet, « Actualités cliniques du traumatisme psychique », L'Information psychiatrique, vol. 80, nos 2009/2,‎ 2009, p. 161-165 (DOI 10.1684/ipe.2009.0444, lire en ligne).
- Alban Wilfert, « Hystériques de guerre, ces blessés d'un autre genre », dans La Revue d'Histoire Militaire, Les Lilas, La Revue d'Histoire Militaire, 2022